# Geneva (Wisconsin)
Geneva – miasto w Stanach Zjednoczonych, w stanie Wisconsin, w hrabstwie Walworth.